# أبو طفيلة
أبو طفيلة إحدى قرى مركز القنطرة غرب التابع لمحافظة الإسماعيلية بجمهورية مصر العربية.